# Tatjana Jelača
Tatjana Jelača (serbe : Татјана Јелача), née le 10 août 1990 à Sremska Mitrovica, est une athlète serbe, spécialiste du lancer du javelot.

## Biographie
Tatjana Jelača se classe sixième lors des Championnats du monde Jeunesse 2007 et obtient la médaille de bronze lors des Championnats du monde junior en 2008. Elle participe également aux Jeux olympiques 2008 à Pékin sans atteindre la finale. Son meilleur lancer est de 58,77 m obtenu lors des Championnats du monde junior de Bydgoszcz. Elle a obtenu la récompense de Meilleure athlète serbe de l'année en 2009. 
En 2010, lors des Championnats d'Europe de Barcelone, la Serbe se qualifie pour la finale (à seulement 20 ans) mais ne termine que 12e puis termine 7e de l'édition suivante (en 2012) à Helsinki. 
En août 2013, lors des qualifications des Championnats du monde de Moscou, Jelaca bat le record national avec 62,28 m et se qualifie ainsi pour la finale. Elle s'y classe 9e (60,81 m). 
En 2014, elle devient vice-championne d'Europe lors des Championnats d'Europe de Zürich avec un jet à 64,21 m, nouveau record de Serbie. Elle n'est seulement devancée par la Tchèque Barbora Špotáková.
Elle fait l'impasse sur la saison 2015 pour mariage et maternité,.

## Vie privée
Elle se marie en 2015 et change de nom, devant Tajana Mirković et est devenue maman la même année,.

## Palmarès
| Date | Compétition                          | Lieu       | Résultat | Marque  |
| ---- | ------------------------------------ | ---------- | -------- | ------- |
| 2007 | Championnats du monde cadets         | Ostrava    | 6e       | 48,12 m |
| 2007 | Fest. olympique de la jeunesse euro. | Belgrade   | 1re      | 51,80 m |
| 2008 | Championnats du monde juniors        | Bydgoszcz  | 3e       | 58,77 m |
| 2009 | Championnats d'Europe juniors        | Novi Sad   | 1re      | 60,35 m |
| 2010 | Championnats d'Europe                | Barcelone  | 11e      | 52,13 m |
| 2012 | Championnats d'Europe                | Helsinki   | 7e       | 57,58 m |
| 2013 | Championnats d'Europe par équipes    | Kaunas     | 2e       | 56,88 m |
| 2013 | Jeux méditerranéens                  | Mersin     | 2e       | 57,88 m |
| 2013 | Championnats du monde                | Moscou     | 8e       | 60,81 m |
| 2014 | Championnats d'Europe par équipes    | Riga       | 1re      | 61,19 m |
| 2014 | Championnats d'Europe                | Zurich     | 2e       | 64,21 m |
| 2017 | Championnats des Balkans             | Novi Pazar | 3e       | 51,83 m |

## Records
| Épreuve           | Marque  | Lieu   | Date         |
| ----------------- | ------- | ------ | ------------ |
| Lancer du javelot | 64,21 m | Zurich | 14 août 2018 |